# تپه قیسوند ۳
تپه قیسوند ۳ مربوط به دوره اشکانیان - دوره ساسانیان است و در شهرستان کرمانشاه، بخش مرکزی، ۳۵۰ متری شمال غربی روستای قیسوند واقع شده و این اثر در تاریخ ۷ خرداد ۱۳۸۷ با شمارهٔ ثبت ۲۲۸۳۳ به‌عنوان یکی از آثار ملی ایران به ثبت رسیده است.